# Пистолет Марголина МЦ
Пистолет Марголина — советский самозарядный малокалиберный пистолет для спортивной стрельбы по круглой мишени на дистанции 25 метров в упражнении МП-5 по Единой всесоюзной спортивной классификации. Пистолет отличают хорошие стрелковые качества, низкая цена, простота и долговечность конструкции.

## История
Разработан Михаилом Владимировичем Марголиным в 1946—1948 годах. Первые пять пистолетов были изготовлены в 1947 году. Аббревиатура МЦ означает «Марголина, целевой». Чертежи и документация были подготовлены в ЦКИБ СОО. Выпускался на Ижевском механическом заводе с 1948 по 1979 год. Пистолет выпускался в двух вариантах — с длинным и укороченным стволом.
Применялся (с модификациями) на соревнованиях международного уровня с 1954 по 1974 год. Для обучения стрельбе используется по настоящее время.

## Конструкция
Автоматика пистолета построена на принципе отдачи свободного затвора. Ударно-спусковой механизм одинарного действия (без возможности стрельбы самовзводом) курково-ударникового типа, с открытым расположением курка. Спусковой механизм позволяет регулировать свободный ход спускового крючка. Возвратная пружина со штоком размещена под стволом. Однорядный магазин на 10, 5 или 6 патронов калибра .22LR размещён в рукоятке.
Микрометрический прицел пистолета регулируется перемещением целика по горизонтали и мушки по вертикали, обеспечивает точную и стабильную пристрелку.
Пистолет может комплектоваться дульным компенсатором, дополнительными грузиками для изменения балансировки и ортопедическим приспособлением к рукоятке.

## Варианты и модификации
- МЦ 1 — Марголина, целевой. Первый вариант, модель образца 1948 года
- МЦМ — Марголина, целевой, модернизированный
- МЦУ — под укороченный патрон .22Short, имевший совсем незначительную отдачу,  для скоростной стрельбы

На основе конструкции пистолета Марголина в 1990-х годах были созданы пистолеты:
- МЦМ-К «Марго» — компактная версия под патрон .22 LR[7] с укороченным до 98 мм стволом, разработанная в 1990 году В. А. Ярыгиным, в 1992 году началось их серийное производство на экспорт[8]. Некоторое количество передано в ДОСААФ[9]
- «Дрель» — модификация «Марго» под патрон 5,45×18 мм с укороченным до 78 мм стволом[8]

- «Супер-дрель» М 2 — модификация пистолета «Дрель»

- MP-449 — экспортный вариант под патрон .25 ACP[8]
- ИЖ-77 (индекс 6П36) — газовый пистолет, выпускался с 1993 года[10] в двух модификациях — под 7,6-мм газовый патрон ТК-024 и под 8×20 мм газовый патрон[8]
- АЕ-15G — травматический пистолет под патрон 9 мм Р.А. на основе конструкции пистолета Марголина, который выпускает киевская компания СП «Шмайсер»[11]

## Страны-эксплуатанты
- СССР
- Австралия - в связи с проведением в 1956 году Олимпийских игр в Мельбурне в законодательство страны были внесены изменения, разрешившие спортивную стрельбу из пистолетов для членов стрелковых клубов. В дальнейшем, начался импорт пистолетов для стрелковых клубов (среди которых были советские пистолеты Марголина нескольких модификаций)[12]
- Великобритания — спортивные целевые пистолеты МЦ-1 экспортировались из СССР в Великобританию и использовались стрелками-спортсменами[13].
- Беларусь — пистолеты МЦМ и МЦМК «Марго» сертифицированы в качестве спортивного оружия[14]
- Казахстан — используются в качестве спортивного и учебного оружия[15]
- Молдова — пистолеты МЦМ и МЦМК «Марго» сертифицированы в качестве спортивного оружия[16]
- Россия — сертифицированы в качестве спортивного оружия[17], известны случаи вручения как наградного оружия[18]
- Украина — некоторое количество имелось в учебных центрах МВД, МЧС[19] и министерства обороны[20]; является наградным оружием[21]
- Чехословакия — некоторое количество было закуплено в качестве гражданского спортивно-тренировочного оружия[22]